# 黄润萍
黄润萍，北京人，中华人民共和国工程师。
早年供职于华北农业机械厂，创建仓库管理方法。1952年，被推广为“黄润萍仓库管理法”。之后被选为劳动模范，当选为第一、第二、第三届全国人大代表，后担任北京汽车工业集团质量处处长。